# Centre Montserrat-Xavier

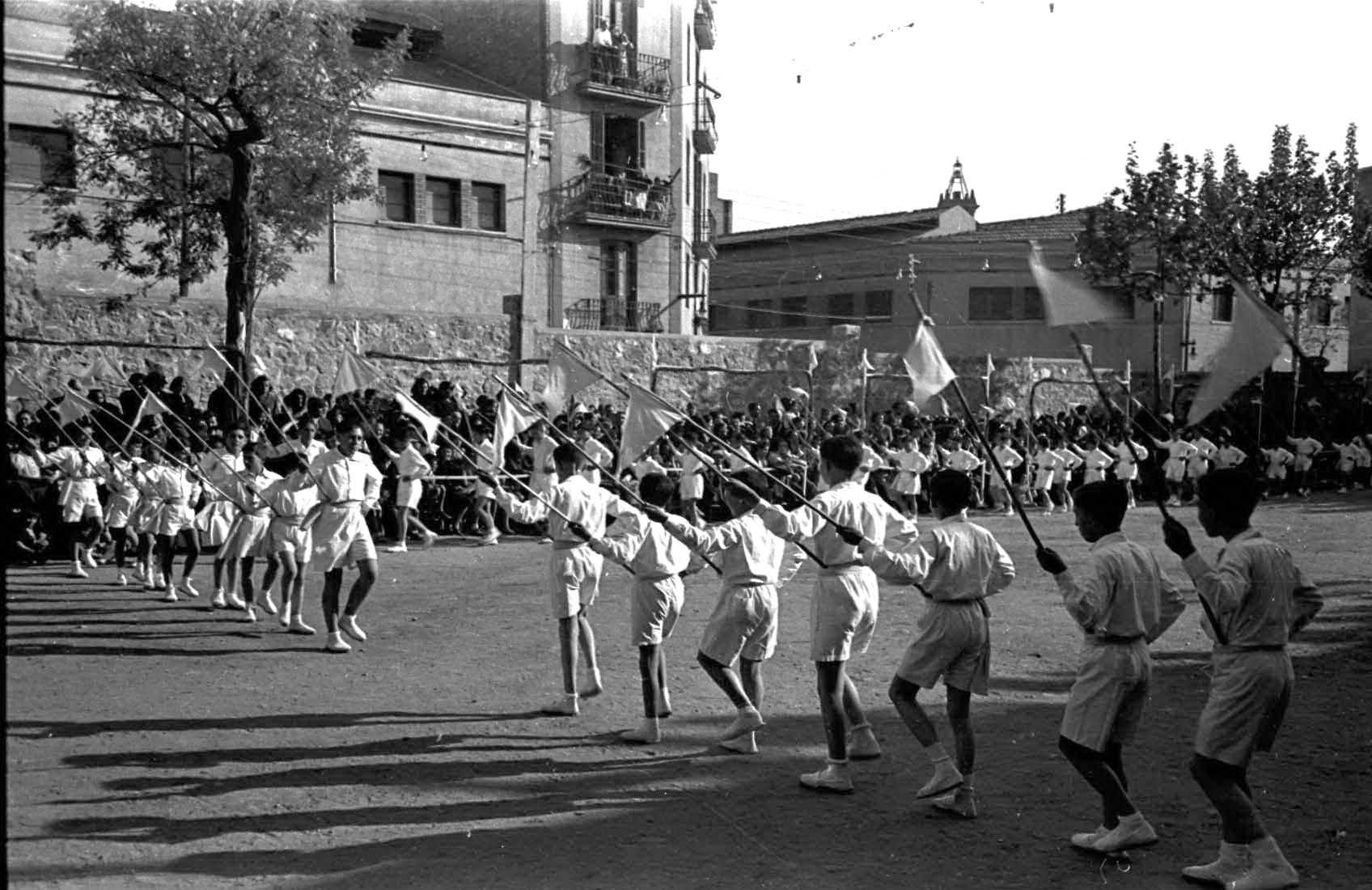
Festa de patis 1940

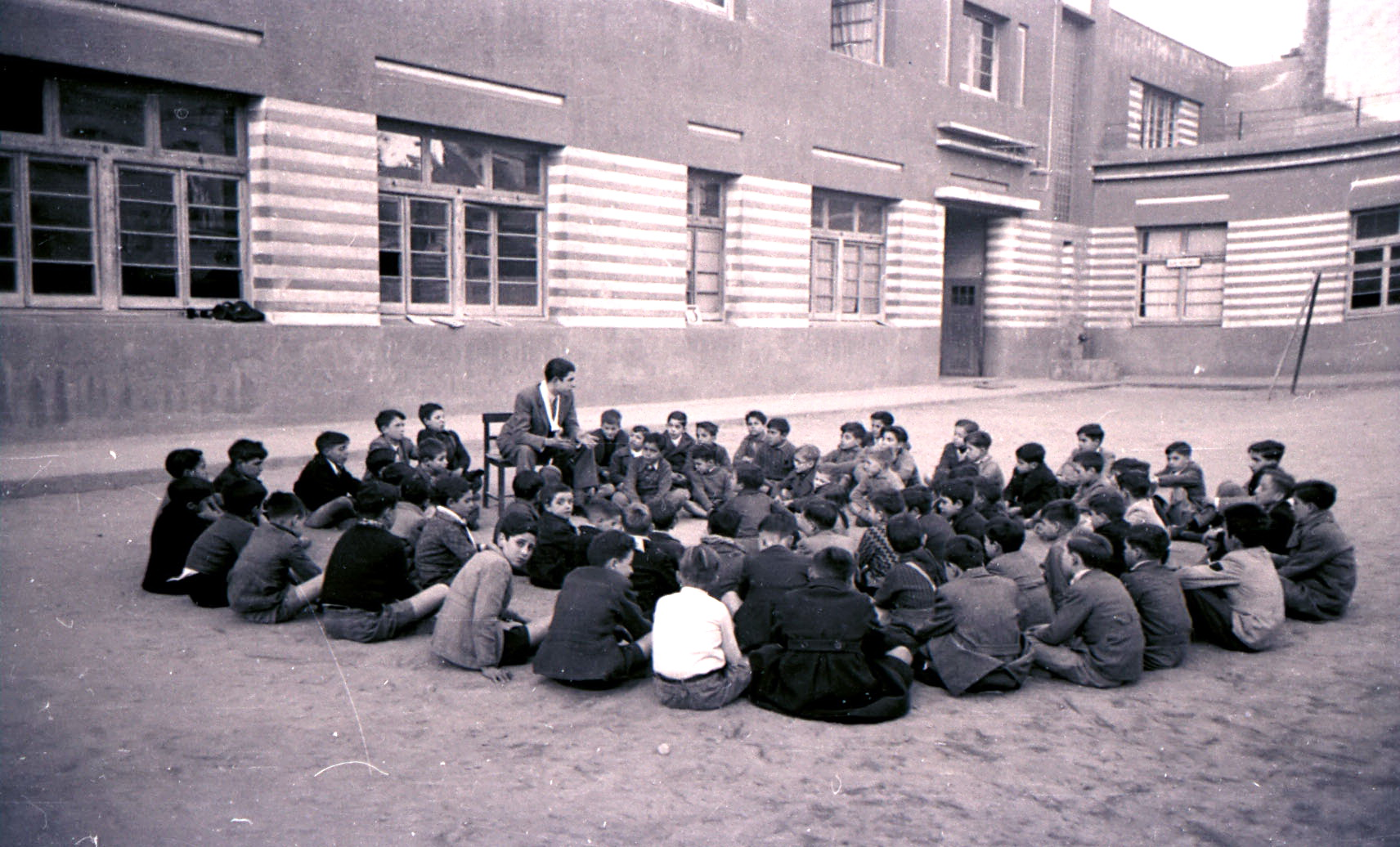
Nens Centre Montserrat-Xavier

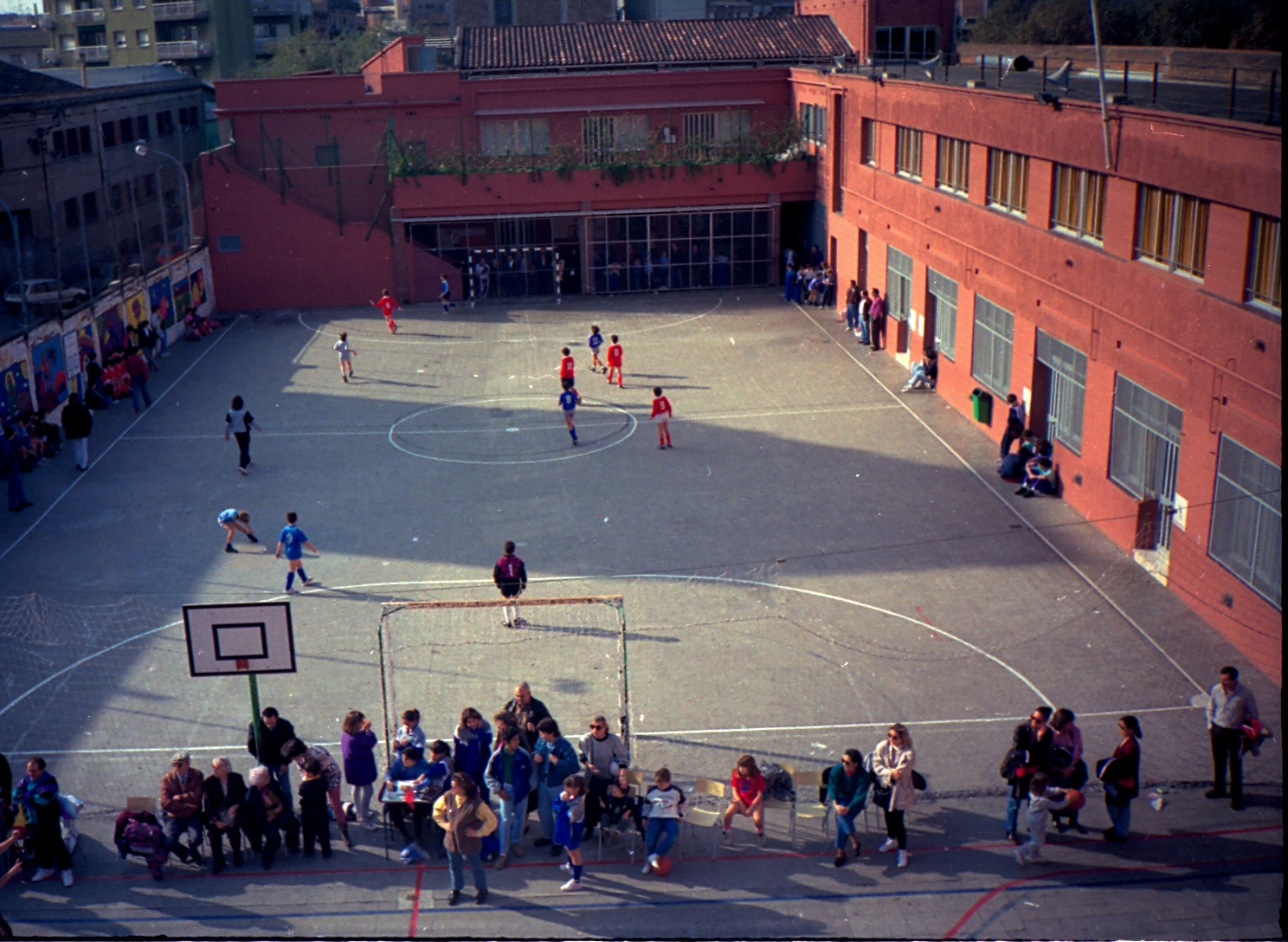
Pati Centre anys 90

El Centre Montserrat-Xavier és un centre d'activitats extraescolars, de vacances i esplai fundat el 25 de març de 1904 al barri d'Hostafrancs de Barcelona.
En el moment de la seva fundació hi havia una necessitat d'ajut als nens i nenes del barri d'Hostafrancs. Hostafrancs era un barri extrem de la ciutat de Barcelona amb moltes necessitats. El Centre Montserra-Xavier va néixer amb un caire cristià girant al voltant dels nens del barri amb tres eixos d'actuació: la religió catòlica, el joc i l'ensenyament. L'indret era un gran pati de terra a l'actual carrer Ermengarda del barri d'Hostafrancs. Joan Pelegrí hi introduí l'escoltisme. El 1985 s'edità la revista Full informatiu de l'associació de pares d'alumnes del centre Montserrat-Xavier.
El 2017 el Centre Montserrat-Xavier segueix amb les activitats per a nens i nenes, inclòs dintre la Fundació Cultural Hostafrancs on també hi ha les escoles Joan Pelegrí, activitats esportives, bàsquet, etc.